# 哥哥，禁止使用右手！
《哥哥，禁止使用右手！》是Galette在2014年9月26日發售的戀愛冒險類型日本成人遊戲。Android版於2017年11月10日公開。
《哥哥，禁止使用右手！》擁有多條劇情分支路線，每條路線皆有一系列預先設定的場景和人物互動。其主要聚焦於四名女主角跟玩家角色的互動，並刻畫了角色之間的性行為。整個故事以主角妹尾裕人的視角作切入點。他在某一天為了保護四名妹妹而讓右手受傷，結果妹妹們便決定在他康復前自願成為哥哥的「右手」。
《哥哥，禁止使用右手！》在開售後隨即登上成人遊戲雜誌《PCpress》的日本全國美少女遊戲銷量排行榜第6位；日本美少女遊戲暨動漫相關商品銷售網站Getchu屋的最暢銷遊戲排行榜第3位，在該站亦被票選為2014年9月第6佳的美少女遊戲。之後亦贏得了2014年度萌系遊戲大賞的「癖好獎」金獎。

## 遊戲系統

《哥哥，禁止使用右手！》的遊玩介面，圖中女主角妹尾 楓正在跟妹尾裕人對話

《哥哥，禁止使用右手！》採取戀愛冒險的遊玩方式，玩家所扮演的是本作的男主角妹尾裕人。基本上玩家在遊玩的時候都需閱覽屏幕上所顯示的文本和聆聽遊戲發出的聲音，用以了解故事情節和人物之間的對話。它們會與人物拼合圖和背景一同出现，用以表示裕人跟誰對話。玩家會在故事中遇見代替背景和人物拼合圖的计算机图形。《哥哥，禁止使用右手！》擁有多條劇情分支路線，每條路線的结局皆有所不同。玩家的選擇會影響之後的劇情路線，從而影響結局。
本作角色之間的關係亦帶有一定性意味。有關場景包括手交、口交、性交。玩家在某些預設的段落中須選擇行為選項。對話框的下一段文本在做出選擇前並不能夠顯示。玩家必須反覆載入選項頁面並選擇不同的選項，才能夠觀覽存於不同路線的劇情。《哥哥，禁止使用右手！》擁有多個結局，其中更包括後宮結局。

## 故事
在故事開始時，本作的男主角妹尾裕人以自己的身軀保護四名妹妹免被車撞到，自己的右手則因此而受輕傷，需要靜養。不過妹妹們卻認為他的右手受了重傷，於是便向裕人的學校申請休學，並決定在他康復前自願成為哥哥的「右手」，負責照顧哥哥的日常起居。之後的劇情會隨著玩家決定由誰照顧裕人而出現變化——依劇情可分為四位妹妹的個人線，及一條後宮線。不過共通點皆在於妹妹們在照顧裕人時，因着各种原因而決定跟裕人發生性關係，之後成為戀人，最終裕人的右手亦得以治好。

## 角色
妹尾 裕人
本作的男主角，因為保護四名妹妹而令右手受傷。十分溺愛妹妹們。
妹尾 緒美
四姊妹的長女，跟哥哥的關係就像朋友一樣，因此與之吵架的情況時有發生。擅於做料理。
妹尾 歩佳
四姊妹的次女，性格溫柔，喜歡照顧人。
妹尾 楓
四姊妹的三女，喜歡玩遊戲。不擅長做家事。有時對於哥哥把自己當作小孩對待感到厭惡。
妹尾 結葵
四姊妹的末女，性格天真無邪。不擅長做家事。

## 開發
Galette在發行《哥哥，禁止使用右手！》之前，曾推出《ちっちゃらぶアパート》等蘿莉題材作品，在《哥哥，禁止使用右手！》中擔任監督和企劃。它的製作人為大和環。劇本由七歌、8、東人共同負責，當中七歌需撰寫共通線、後宮線、線的劇本，其餘部分則由8和東人撰寫。原畫則由K子和ひさまくまこ擔當。
表示，這部作品就是一部模擬與妹妹們度過日常生活的作品，因此劇情並不會有太大的轉折點，同時他們亦不會在劇情上加入凌辱系的內容。他們在製作這部作品時，會把重點放在「與妹妹的距離感」上，以讓整體劇情更接近一般家庭的相處面貌。他們為了能更好地描畫這種距離感，而四處打聽，並參考網上資料。之後被問及「以左手自慰的玩家對本作標題有何反應」，他對此回應道：「比想像中熱烈」，之後亦解釋這部作品的重點並非右手，而是「妹妹的照護」。

## 發行
Galette在2014年5月30日開設了本作的官方網站。7月4日，它開始為《哥哥，禁止使用右手！》的預約者贈送追加內容光碟和文件夾，前者收錄了以妹妹們為主視角的色情場景。及後在8月29日發佈了本作的免費試玩版，予供公眾下載試玩。它在9月26日發售PC正式版的遊戲光碟，同時相容Windows XP/Vista/7/8/8.1。部分商店會為購買者贈送像廣播劇CD、毛巾、電話卡般，以女主角們為主題的贈品。DMM.com在2015年3月20日推出本作的下載版。Android版於2017年11月10日公開。
廠商推出了好幾款與《哥哥，禁止使用右手！》有關的週邊產品。CranCrown在2015年3月1日推出以本作為主題的手套、徽章、亚克力手机架。除此之外，Galette亦推出了以各個女主角為主題的抱枕套。

## 評價
根據成人遊戲雜誌《PCpress》的統計，在2014年9月，《哥哥，禁止使用右手！》的銷量於日本全國美少女遊戲中排第6位。它在日本美少女遊戲暨動漫相關商品銷售網站Getchu屋的2014年9月最暢銷遊戲排行榜上排行第3位。
《哥哥，禁止使用右手！》在Getchu屋亦被票選為2014年9月第6佳的美少女遊戲。它在2014年度萌系遊戲大賞年間排名獲得第18名，並贏得該大賞的「癖好獎」金獎。Comic Market準備會的代表市川孝一在評論它獲獎一事時，對於妹妹們的表情及跟主角的對話表示好評，此外亦認為四位妹妹陪睡的樣子「充滿魅力」。

## 續作
《哥哥，禁止使用右手！2》在2017年9月29日發行。故事以裕人在跟父親見面後，家中突然多了兩位義妹的展開為主軸。四位實妹在這部作品中亦有登場。它的編劇和畫師都跟首作不同。

## 外部連結
- 官方網站 （页面存档备份，存于）（日語）
- 《哥哥，禁止使用右手！》在視覺小說數據庫的頁面 （英文）